# 1957 Angara
1957 Angara este un asteroid din centura principală, descoperit pe 1 aprilie 1970 de Liudmila Cernîh.